# Partido Fascista Albanés
El Partido Fascista Albanés (albanés: Partia Fashiste e Shqipërisë, PFSh) fue una organización fascista activa durante la Segunda Guerra Mundial que mantuvo el poder nominal en Albania desde 1939, cuando el país fue conquistado por Italia, hasta 1943, cuando Italia capituló ante los Aliados. Posteriormente, Albania cayó bajo la ocupación alemana, y el PFA se disolvió en el Frente Nacional.

## Historia

### Establecimiento
El 25 de marzo de 1939, el dictador italiano Benito Mussolini le dio al rey albanés Zog I un ultimátum exigiendo la aceptación de un protectorado militar italiano sobre Albania. Cuando Zog se negó a aceptar, los italianos invadieron el 7 de abril y lo depusieron. Zog posteriormente huyó del país. Posteriormente, los italianos restablecieron el estado albanés como un protectorado del Reino de Italia.
El 11 de abril, el ministro italiano de Asuntos Exteriores, Galeazzo Ciano, organizó un grupo de albaneses conocidos para "solicitar" la formación del partido fascista albanés (albanés: Partia Fashiste e Shqipërisë, o PFSh). A finales de abril, el gobierno de Italia aprobó su creación. El 23 de abril, el secretario italiano del partido fascista Achille Starace, acompañado por dos buques de guerra italianos, llegó a Albania para anunciar oficialmente el establecimiento del PFSh, que se fundó el 2 de junio. Sin embargo, no recibió su constitución hasta el 6 de junio, y no se le presentó una dirección organizada y un consejo central hasta marzo de 1940.

### Control italiano
El PFSh promulgó leyes que impedían que los judíos se unieran a él y los excluyó de profesiones como la educación. Compuesto por étnicos albaneses e italianos que residían en Albania, el partido existió como una rama del partido fascista italiano (italiano: Partito Nazionale Fascista, o PNF), y los miembros debían hacer un juramento de lealtad a Mussolini. Todos los albaneses que servían a los ocupantes italianos debían unirse y se convirtió en el único partido político legal en el país.

## Lista de dirigentes

#### Secretarios del Partido Fascista Albanés
- 1939-1941 - Tefik Mborja
- 1941-1943 - Jup Kazazi
- 1943 - Kol Bib Mirakaj

#### Secretarios de la Guardia de Gran Albania
- 1943 - Maliq Bushati
- 1943 - Ekrem Libohova